# Urmas Välbe
Urmas Välbe (ros. Урмас Вяльбе; ur. 8 listopada 1966 w Antsla) — estoński biegacz narciarski reprezentujący także ZSRR.

## Kariera
Urmas Välbe uczestniczył w Zimowych Igrzyskach Olimpijskich 1992 w Albertville. Podczas tych igrzysk wziął udział w czterech konkurencjach biegów narciarskich: biegu na 10 km (28. miejsce), biegu na 30 km (33. miejsce), biegu łączonym (41. miejsce) i sztafecie 4 × 10 km (10. miejsce). Wziął również udział na kolejnych zimowych igrzyskach, rozgrywanych w Lillehammer. Startował tam w trzech konkurencjach biegów narciarskich: biegu na 10 km (42. miejsce), biegu na 30 km (41. miejsce) i biegu łączonym (nie ukończył).
Urmas Välbe był żonaty z rosyjską biegaczką narciarką, Jeleną Trubicyną, z którą jednak się rozwiódł.

## Osiągnięcia

### Igrzyska olimpijskie
| Miejsce | Dzień     | Rok  | Miejscowość | Konkurencja             | Czas biegu | Strata  | Zwycięzca       |
| ------- | --------- | ---- | ----------- | ----------------------- | ---------- | ------- | --------------- |
| 33.     | 10 lutego | 1992 | Albertville | 30 km st. klasycznym    | 1:22:27,8  | +7:16,5 | Vegard Ulvang   |
| 28.     | 13 lutego | 1992 | Albertville | 10 km st. klasycznym    | 27:36,0    | +2:44,1 | Vegard Ulvang   |
| 41.     | 15 lutego | 1992 | Albertville | Bieg pościgowy na 25 km | 1:05:37,9  | +5:36,5 | Bjørn Dæhlie    |
| 10.     | 18 lutego | 1992 | Albertville | Sztafeta 4 × 10 km      | 1:39:26,0  | +7:07,3 | Norwegia        |
| 2.      | 14 lutego | 1994 | Lillehammer | 30 km stylem dowolnym   | 1:12:26,4  | +8:36,1 | Thomas Alsgaard |
| 42.     | 17 lutego | 1994 | Lillehammer | 10 km st. klasycznym    | 24:20,1    | +2:38,2 | Bjørn Dæhlie    |
| DNF     | 19 lutego | 1994 | Lillehammer | Bieg pościgowy na 25 km | 1:00:08,8  | -       | Bjørn Dæhlie    |

### Puchar Świata

#### Miejsca w klasyfikacji generalnej
- sezon 1988/1989: 46.
- sezon 1990/1991: 35.
- sezon 1993/1994: 76.

#### Miejsca na podium
Välbe nigdy nie stał na podium zawodów PŚ.